# Branko Radičević
Branko Radičević (v srbské cyrilici Бранко Радичевић; 16.jul./ 28. března 1824greg., Slavonski Brod – 1. července 1853, Vídeň) byl srbský romantický básník. Zapsal se významně do dějin srbské literatury, především jako představitel generace, která bez výhrad přijala Vukův pravopis. Je proto považován za pokračovatele jeho tradice; autora, který bez výhrad přijímá lidový jazyk a v lidovém jazyce se svobodně vyjadřuje. S Karadžićem se také i ve Vídni setkal – nejprve zde studoval právo, později lékařství, ale ani jedno z toho nedokončil.
Byl autorem několika desítek básní, vydal celkem tři sbírky básní, které byly pojmenovány prostě Pesme (básně; první 1847, druhé 1851, třetí – posmrtně 1862). Velká část života Radičeviće je spojena především se Sremskými Karlovcemi a Stražilovem; Frušce Goře věnoval několik svých básní.
Zemřel ve Vídni na tuberkulózu, v roce 1883 byly jeho ostatky přeneseny do Stražilova.

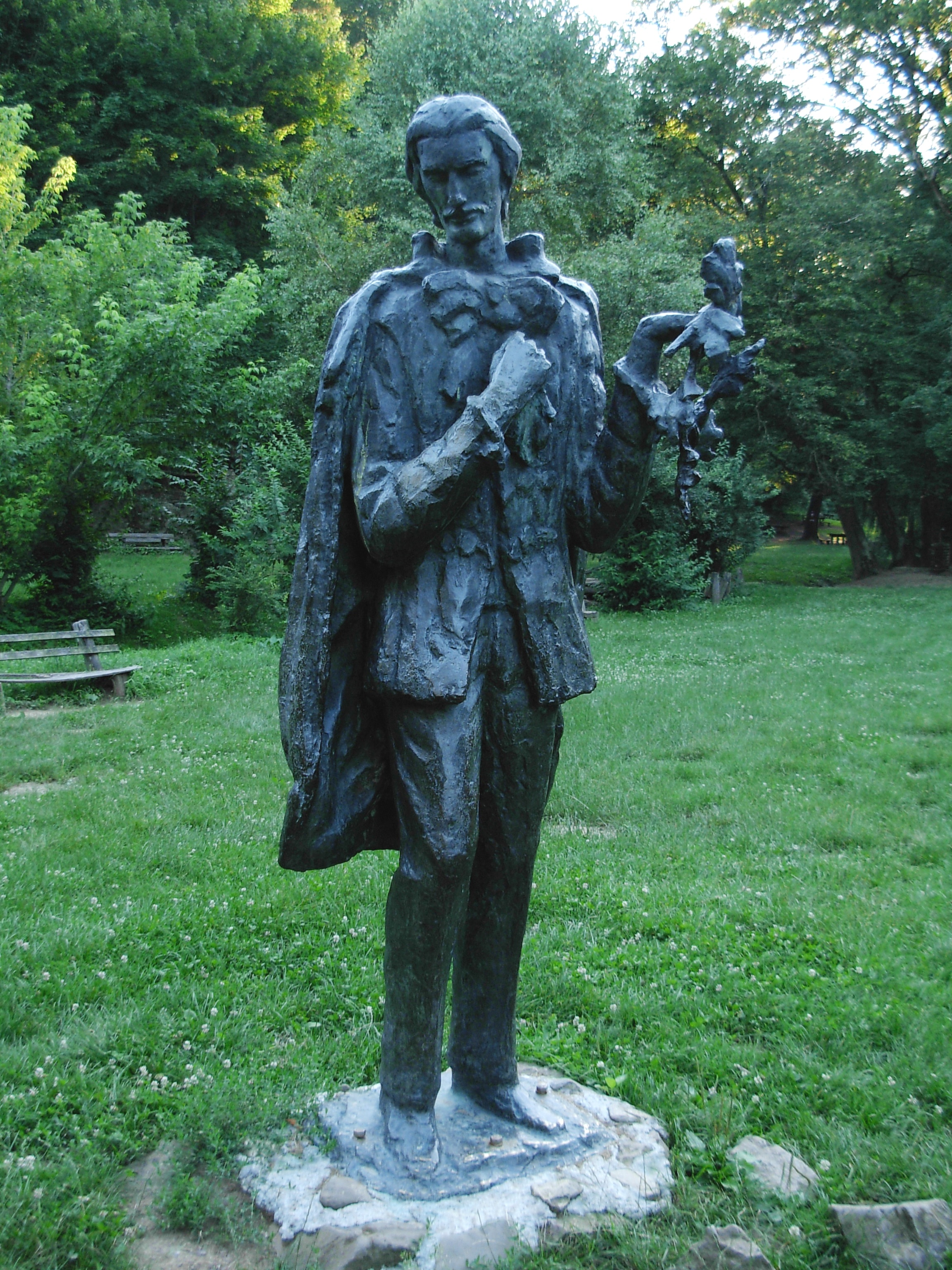
Socha Branka Radičeviće na Stražilovu, nedaleko od Sremských Karlovců